# 패니 크로스비
일반적으로 패니 크로스비(Fanny Crosby)로 잘 알려진 크로스비(Frances Jane van Alstyne, 1820년 3월 24일 - 1915년 2월 12일)여사는 시인, 작사가 및 작곡가인 미국의 선교사다.

## 생애
크로스비는 존 크로스비와 그의 두번째 부인인 머시 크로스비(Mercy Crosby)의 사이에서 태어났다.
그녀는 태어난지 6주가 되었을 때 의사의 미숙으로 시력이 나빠졌고 결국 당시로서는 시력을 잃는 원인으로 되어 일평생 맹인으로 살았다.
그녀의 아버지 존 크로스비도 이때즈음 병으로 세상을 떠났다.
크로스비는 뉴욕의 브루클린 (Brooklyn)에 있는 6번가 침례교회(Sixth Avenue Bible Baptist Church)의 오랜동안 멤버였으며 그녀는 로버트 로우리(Robert Lowry) 목사와 함께 많은 찬송가를 썼다.
크로스비는 역사상 가장 많은 찬송가를 작사한 음악가중 한 명으로 8,000곡 이상의 찬송가와 복음 노래(복음성가)를 저술했으며, 출생 직후부터 눈이 멀었음에도 불구하고 그러한 역경을 이겨내고 그녀의 노력은 그녀의 작품이 1억 권 이상이 인쇄되는 결과를 나았다. 그녀는 또한 그녀의 사회활동 및 기독교 미션을 위한 삶으로도 알려져있다. 19세기 말까지 그녀는 가명으로 알려졌다. 당시 출판사들은 한 사람이 저작물을 너무 많이 보내는 것을 주저했기 때문에 크로스비는 그녀의 경력 중에 거의 200개의 다른 가명을 사용해야했다.
크로스비는 1,000개 이상의 세속적인 시들도 썼으며, 4권의 시집과 2권의 베스트 셀러 자서전을 출판했다. 또한 그녀는 미국의 작곡가로서 최초로 세속적인 칸타타인 '꽃의 여왕'을 비롯하여 유명한 세속 노래뿐만 아니라 정치적, 애국적인 노래, 그리고 성경적인 주제에 관한 적어도 다섯 개의 칸타타를 공동 작곡하기도 했다. 그녀는 기독교 선교에 전념했고 그녀의 대중 연설도 유명했다.
크로스비는 "찬송가의 여왕"으로, 그리고 "미국에서 현대 집회찬송의 어머니"로 알려져 있으며, 대부분의 미국 찬송가에는 그녀의 저작이 수록되어있다. " 아이작 와츠(Isaac Watts) 와 찰스 웨슬리(Charles Wesley)를 제외 하고 크로스비는 일반적으로 비 외음절 찬송가에서 20 세기 작가 중 가장 많은 찬송가로 대표되었다." 그녀의 복음 노래는 "모든 부흥 음악의 패러다임"이었다. 그리고 아이라 생키(Ira Sankey)는 "무디(Moody)와 생키(Sankey)복음주의 캠페인"의 성공이 크로스비의 찬송가 때문이라고 여겼다.
크로스비의 가장 잘 알려진 노래 중 일부는 "예수를 나의 구주 삼고(Blessed assurance,Jesus is mine)",“예수 나를 위하여(Jesus shed His blood for me)”, “너희 죄 흉악하나(Tho' your sins be as scarlet)”, “예수께로 가면(If I come to Jesus)”, “인애하신 구세주여(Pass me not, O gentle Savior)”, “나의 갈길 다가도록(All the way my Savior leads me)”, “나의 영원하신 기업(Thou, my everlasting portion)"등으로 한국 찬송가에도 23곡이 수록되어 있다.

## 동료
조지 F. 루트(George F. Root),윌리엄 B. 브래드베리(William B. Bradbury), 윌리엄 하워드 두인(William Howard Doane),로버트 로우리(Robert Lowry),피비 팔머 냅(Phoebe Palmer Knapp),아이라 디 생키(Ira D. Sankey),조지 C. 스태빈스(George C. Stebbins),윌리엄 J. 커크패트릭(William J. Kirkpatrick),필립 블리스(Philip P. Bliss),실라 존스 베일(Silas Jones Vail),하트 피스 댕크스(Hart Pease Danks)

## 묘비
크로스비의 기념비에는 'She hath done what she could'(그녀는 그녀가 하려고했던것을 해냈다)가 기록되어 있다.
특히 그녀의 추가 묘비에는 그녀의 노래시 "예수를 나의 구주 삼고(Blessed assurance,Jesus is mine)"가 실려 있다.

## 같이 보기
- 통일찬송가